# Художественный музей Витаутаса Касюлиса
Худо́жественный музе́й Ви́таутаса Касю́лиса (лит. Vytauto Kasiulio dailės muziejus) — музей произведений художника Витаутаса Касюлиса в Вильнюсе по адресу улица А. Гоштауто 1 (A. Goštauto g. 1), одно из подразделений Литовского художественного музея.
Музей расположен в здании, построенном Обществом друзей науки перед Первой мировой войной. В советские годы в здании размещался Музей революции Литовской ССР, учреждённый в 1948 году .
В музее представлена коллекция живописных полотен (950 картин) художника литовского происхождения Витаутаса Касюлиса (1918—1995), который жил и работал в Париже. Картины, а также личные вещи из студии художника, подарены Литве вдовой художника в 2010 году.
Музей открыт со вторника до пятницы с 10.00 до 18.00 часов. По выходным с 10.00 до 17.00 часов.
Цена билета для взрослых 5 евро, для школьников и студентов 2,5 евро.